# Qizilqum Zarafshon
El Qizilqum Professional Futbol Klubi es un equipo de fútbol de Uzbekistán que juega en la Liga de fútbol de Uzbekistán, la primera categoría de fútbol en el país.

## Historia
Fue fundado en el año 1967 en la ciudad de Navoi y su nombre actual se debe a que Qizilqum significa Arena Roja en uzbeko, y Zarafshon es acerca del río Zerafshan que está cerca de Navoi.
El club nace con el nombre Progress y han cambiado de nombre en varias ocasiones:
- 1967—1994: Progress
- 1994—1995: Qizilqum
- 1995—1997: Progress
- 1997-hoy: Qizilqum

Tras la independencia de Uzbekistán de la Unión Soviética se convirtió en uno de los equipos fundadores de la Primera Liga de Uzbekistán en 1992 en donde finalizó en decimotercer lugar. Pasaron ocho temporadas para que el club hiciera su debut en la Liga de fútbol de Uzbekistán, terminando en el lugar once en el año 2000 y se han mantenido en la primera categoría desde entonces.